# Kronblom (film)
Kronblom - Hans liv och leverne är en svensk dramafilm från 1947 i regi av Hugo Bolander.

## Handling
Kronblom är en lat man vars favoritplats är soffan, och lever ett behagligt liv med sin hustru Malin. Då och då hamnar han i bråk med sin svärmor.

## Om filmen
Som förlaga har man Elov Perssons tecknade serie Kronblom som publicerades första gången i tidningen Allt för Alla 1927.
Filmen spelades in vid Imago-ateljéerna i Stocksund med exteriörer från Roslags-Näsby mellan maj och juni 1947
Filmen har visats flera gånger på TV åren 1974–1998.

## Roller (i urval)
Källa:
- Ludde Gentzel - Kronblom
- Dagmar Ebbesen - Malin, hans hustru
- Julia Cæsar - fru Frid, Kronbloms svärmor
- Carl Reinholdz - Jesper Kronblom, Kronbloms bror från USA
- Artur Rolén - Fredrik
- Sigge Fürst - patron Rovlund
- Thor Modéen - landsfiskalen
- Siegfried Fischer - fjärdingsman
- David Erikson - grosshandlaren
- Harry Philipson - Nilsson, specerihandlaren
- Georg Skarstedt - skräddaren
- John Norrman - skomakaren
- Rune Stylander - Hajen, bov
- Ragnar Falck - Frasse, Hajens kumpan

### Ej krediterade
- Hanny Schedin - Charlotte, lärarinna
- Gus Dahlström - 91:an
- Holger Höglund - 87:an
- Gertrud Bodlund - fru Rovlund
- Hugo Bolander - Generaldirektör Nygren
- John Melin - stins
- Carl Hagman - poliskonstapel
- Gustaf Hedberg - redaktör på Vinkelboda-Posten
- Emmy Albiin - tanten med kistan
- Hugo Jacobson - dräng
- Elov Persson

## Musik i filmen
Källa: 
- Bondhambo, kompositör Hugo Bolander, instrumental.
- Koster-Valsen, kompositör David Hellström, text Göran Svenning, sång Dagmar Ebbesen
- Bedstefars Vals ( Se, farfar dansar gammal vals, kompositör Tom Andy, dansk text Elsie Paul svensk text Dix Dennie, sång Ludde Gentzel
- Kovan kommer, kovan går (Gesällvisa), text Emil Norlander, instrumental.
- Kungliga Kronobergs regementes marsch, kompositör Karl Latann, instrumental.

## DVD
Filmen gavs ut på DVD i samlingsboxen "serieboxen" 2017.